# Petalidium suspiriosum
Petalidium suspiriosum är en kräftdjursart som beskrevs av Martin D. Burkenroad 1937. Petalidium suspiriosum ingår i släktet Petalidium och familjen Sergestidae. Inga underarter finns listade i Catalogue of Life.